# Championnats du monde de patinage artistique 1951
Navigation
Mondiaux 1950 Mondiaux 1952
Les championnats du monde de patinage artistique 1951 ont lieu du 23 au 25 février 1951 à Milan en Italie.
C'est la première année après la Seconde Guerre mondiale où les athlètes d'Allemagne et du Japon sont autorisés à participer à des compétitions sportives internationales. 

## Qualifications
Les patineurs sont éligibles à l'épreuve s'ils représentent une nation membre de l'Union internationale de patinage (International Skating Union en anglais). Les fédérations nationales sélectionnent leurs patineurs en fonction de leurs propres critères. 

## Podiums
| Épreuves                      | Or                    | Argent                        | Bronze                      |
| ----------------------------- | --------------------- | ----------------------------- | --------------------------- |
| Messieurs résultats détaillés | Dick Button           | James Grogan                  | Helmut Seibt                |
| Dames résultats détaillés     | Jeannette Altwegg     | Jacqueline du Bief            | Sonya Klopfer               |
| Couples résultats détaillés   | Ria Baran / Paul Falk | Karol Kennedy / Peter Kennedy | Jennifer Nicks / John Nicks |

## Tableau des médailles
| Rang  | Nation               | Or | Argent | Bronze | Total |
| ----- | -------------------- | -- | ------ | ------ | ----- |
| 1     | États-Unis           | 1  | 2      | 1      | 4     |
| 2     | Royaume-Uni          | 1  | 0      | 1      | 2     |
| 3     | Allemagne de l'Ouest | 1  | 0      | 0      | 1     |
| 4     | France               | 0  | 1      | 0      | 1     |
| 5     | Autriche             | 0  | 0      | 1      | 1     |
| Total | Total                | 3  | 3      | 3      | 9     |

## Détails des compétitions

### Messieurs
| Rang | Nom                | Nation               | Places | Points | Fig. impo. | Prog. libre |
| ---- | ------------------ | -------------------- | ------ | ------ | ---------- | ----------- |
| 1    | Dick Button        | États-Unis           | 7      | 183.71 | 1          | 1           |
| 2    | James Grogan       | États-Unis           | 17     | 170.69 | 3          | 2           |
| 3    | Helmut Seibt       | Autriche             | 22     | 168.86 | 2          | 4           |
| 4    | Hayes Alan Jenkins | États-Unis           | 25     | 168.15 | 4          | 3           |
| 5    | Dudley Richards    | États-Unis           | 38     | 156.56 | 5          | 6           |
| 6    | Carlo Fassi        | Italie               | 41     | 156.67 | 6          | 5           |
| 7    | Don Laws           | États-Unis           | 48     | 150.52 | 8          | 7           |
| 8    | Michael Carrington | Royaume-Uni          | 54     | 147.93 | 7          | 8           |
| 9    | William Lewis      | Canada               | 67     | 132.98 | 9          | 10          |
| 10   | Freimut Stein      | Allemagne de l'Ouest | 69     | 132.10 | 10         | 9           |
| 11   | Ryusuke Arisaka    | Japon                | 74     | 129.40 | 11         | 11          |

### Dames
| Rang | Nom                  | Nation               | Places | Points | Fig. impo. | Prog. libre |
| ---- | -------------------- | -------------------- | ------ | ------ | ---------- | ----------- |
| 1    | Jeannette Altwegg    | Royaume-Uni          | 8      | 192.72 | 1          | 5           |
| 2    | Jacqueline du Bief   | France               | 14     | 188.67 | 2          | 1           |
| 3    | Sonya Klopfer        | États-Unis           | 23     | 185.69 | 4          | 2           |
| 4    | Suzanne Morrow       | Canada               | 29     | 184.63 | 3          | 4           |
| 5    | Barbara Wyatt        | Royaume-Uni          | 42     | 179.25 | 5          | 11          |
| 6    | Tenley Albright      | États-Unis           | 43     | 179.06 | 8          | 3           |
| 7    | Andra McLauchlin     | États-Unis           | 47     | 178.30 | 6          | 6           |
| 8    | Margaret Anne Graham | États-Unis           | 53     | 176.99 | 7          | 7           |
| 9    | Valda Osborn         | Royaume-Uni          | 56     | 174.44 | 9          | 8           |
| 10   | Gundi Busch          | Allemagne de l'Ouest | 83     | 164.95 | 13         | 9           |
| 11   | Frances Dorsey       | États-Unis           | 85     | 164.82 | 11         | 13          |
| 12   | Helga Dudzinski      | Allemagne de l'Ouest | 89     | 162.93 | 15         | 10          |
| 13   | Elizabeth Hiscock    | Canada               | 89     | 162.81 | 10         | 14          |
| 14   | Erika Kraft          | Allemagne de l'Ouest | 87     | 163.33 | 14         | 12          |
| 15   | Susi Wirz            | Suisse               | 94     | 161.06 | 12         | 15          |
| 16   | Lotte Schwenk        | Autriche             | 116    | 151.74 | 18         | 16          |
| 17   | Yolande Jobin        | Suisse               | 118    | 149.88 | 16         | 18          |
| 18   | Ghislaine Kopf       | Suisse               | 129    | 145.68 | 17         | 20          |
| 19   | Yvonne Sugden        | Royaume-Uni          | 131    | 145.51 | 20         | 17          |
| 20   | Inge Jell            | Allemagne de l'Ouest | 141    | 136.90 | 22         | 19          |
| 21   | Etsuko Inada         | Japon                | 144    | 135.31 | 19         | 21          |
| 22   | Lidy Stoppelman      | Pays-Bas             | 150    | 131.26 | 21         | 22          |
| 23   | Grete Dunst          | Autriche             | 161    | 117.78 | 23         | 23          |

### Couples
| Rang | Nom                                 | Nation               | Places | Points |
| ---- | ----------------------------------- | -------------------- | ------ | ------ |
| 1    | Ria Baran / Paul Falk               | Allemagne de l'Ouest | 10     | 10.89  |
| 2    | Karol Kennedy / Peter Kennedy       | États-Unis           | 11.5   | 10.85  |
| 3    | Jennifer Nicks / John Nicks         | Royaume-Uni          | 20.5   | 10.51  |
| 4    | Elianne Steineman / André Calamé    | Suisse               | 35     | 10.07  |
| 5    | Inge Minor / Hermann Braun          | Allemagne de l'Ouest | 40     | 9.92   |
| 6    | Marlies Schrör / Hans Schwarz       | Allemagne de l'Ouest | 45     | 9.81   |
| 7    | Silvia Grandjean / Michel Grandjean | Suisse               | 50     | 9.48   |
| 8    | Janet Gerhauser / John Nightingale  | États-Unis           | 53     | 9.46   |
| 9    | Silva Palme / Marco Lajovic         | Yougoslavie          | 65     | 9.19   |
| 10   | Elly Stärck / Harry Gareis          | Autriche             | 65     | 8.96   |
| 11   | Anne Holt / Austin Holt             | États-Unis           | 68     | 8.99   |
| 12   | Elizabeth Williams / John McCann    | Royaume-Uni          | 83     | 7.94   |